# Krasnoarmeisk
Krasnoarmeisk (del ruso: Красноарме́йск) es una ciudad del óblast de Moscú, en Rusia. Está situada a orillas del río Voria, afluente del Kliazma, a 51 km al nordeste de Moscú. Su población se elevaba a 26.266 habitantes en 2013. Las ciudades más cercanas, a 17 km, son Ivantéyevka y Friázino.

## Historia

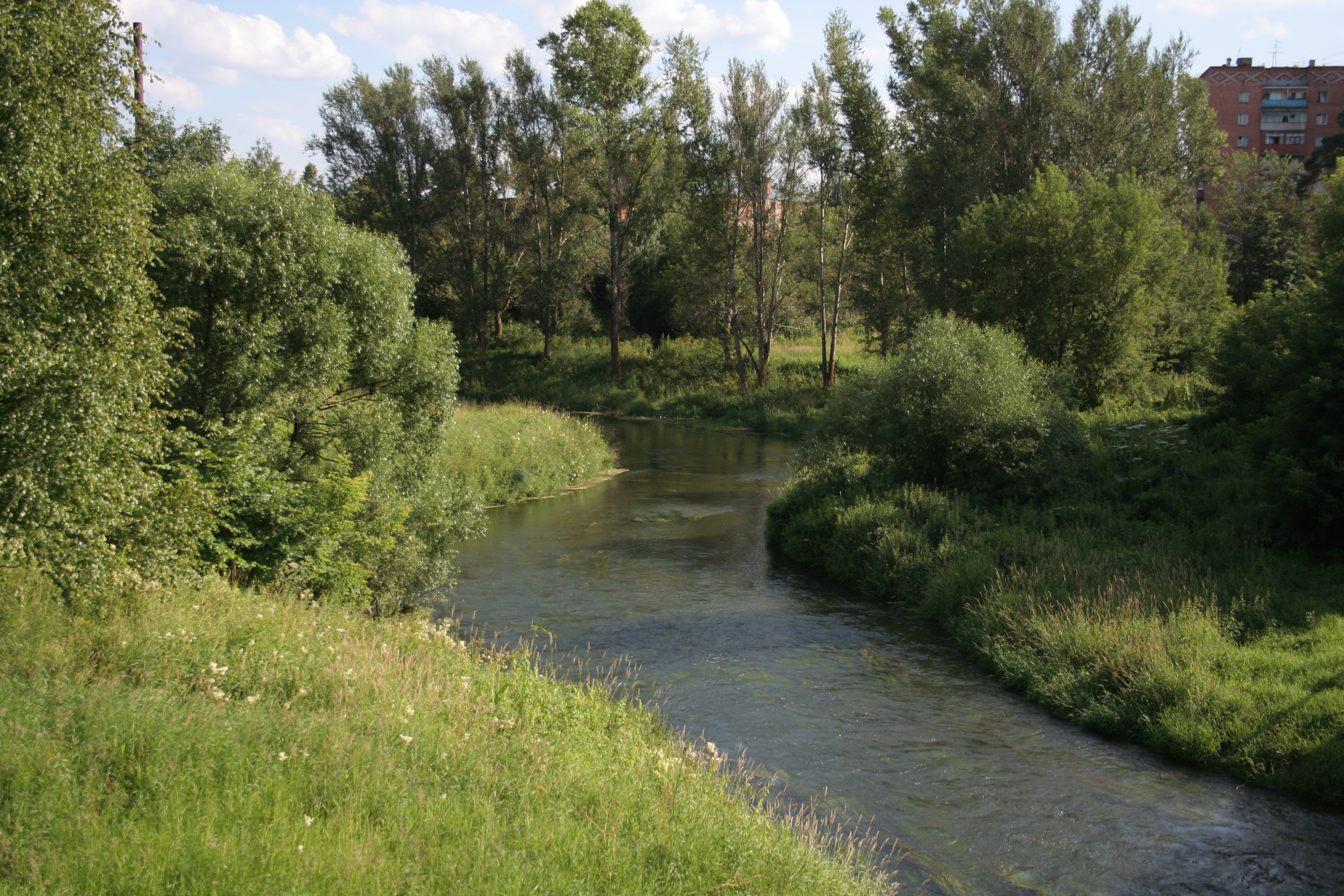
El río Voria a su paso por Krasnoarmeisk

Se puede considerar como origen de Krasnoarmeisk el pueblo de Múromtsevo (Му́ромцево), en el que se edificó una fábrica textil en 1834. Tras la revolución de octubre fue nacionalizada recibiendo el nombre de "Fábrica de algodón del Ejército y Flota Rojo" (Бумагопрядильная фабрика им. Красной Армии и Флота). 
En 1928, los asentamientos obreros de alrededor de la fábrica fueron integrados en la localidad de Krasnoflotski (Краснофло́тский), que en 1929 fue rebautizada Krasnoarmeiski (Красноарме́йский). El estatus de ciudad le fue otorgado en 1947, fecha en la que recibe su nombre actual, Krasnoarmeisk, literalmente "ciudad del Ejército Rojo".

## Demografía
| 1959   | 1970   | 1979   | 1989   | 2002   | 2008   | 2010   | 2013   |
| ------ | ------ | ------ | ------ | ------ | ------ | ------ | ------ |
| 18 800 | 22 400 | 25 951 | 27 460 | 26 051 | 26 061 | 26 249 | 26 666 |

## Economía y transporte

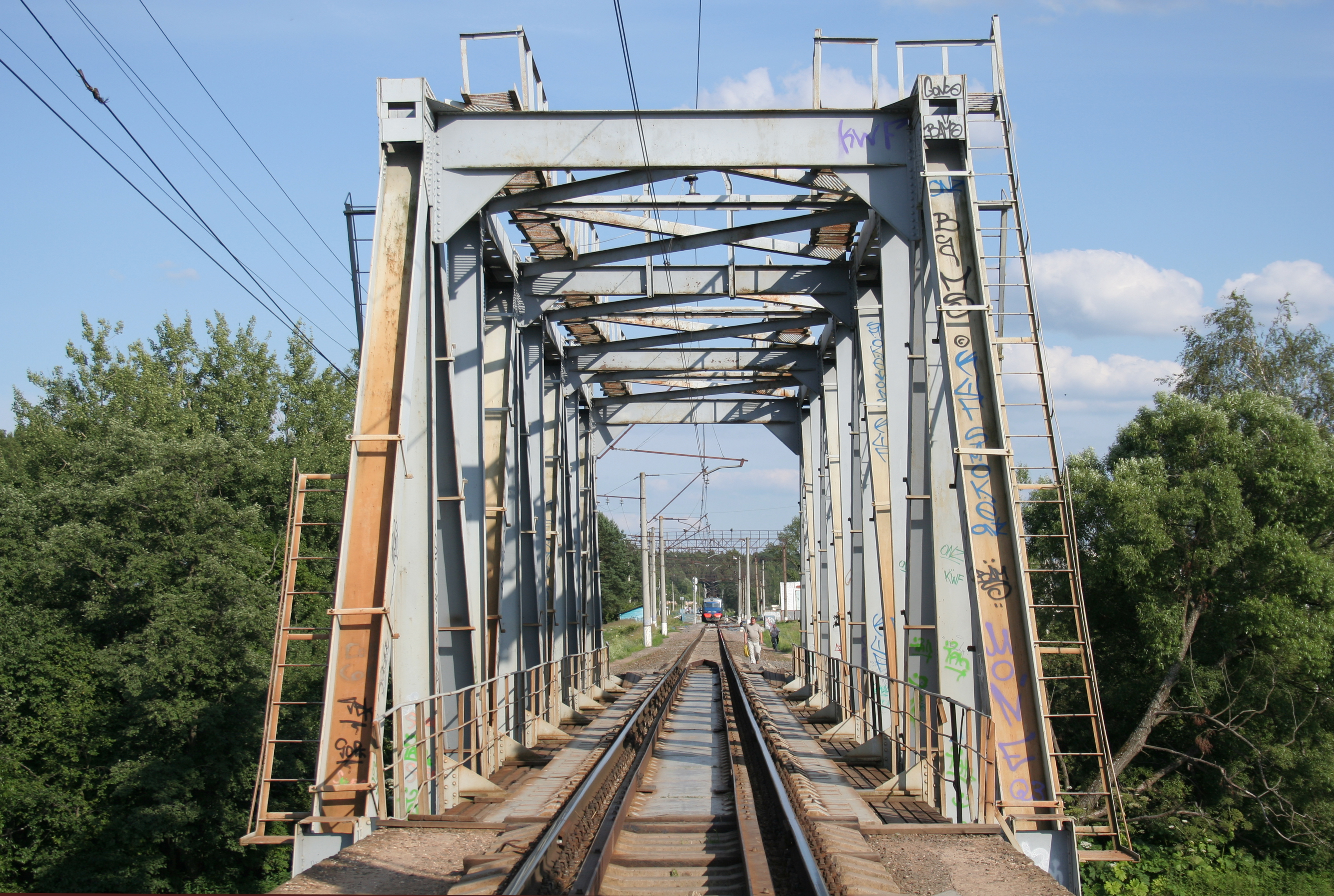
Puente de ferrocarril de vía única en Krasnoarmeisk.

De la antigua fábrica de algodón surgió la única gran compañía del algodón de la ciudad.
Cerca de Krasnoarmeisk pasa la carretera circular A107. Un poco más al oeste pasa la autopista principal M8. A la ciudad llega un ramal de 18 km del ferrocarril Transiberiano.

## Personalidades
- Aleksandr Liogkov (1983) esquiador de fondo.